# Перчес, Ральф
Ральф Кеннет Перчес (англ. Ralph Kenneth Purchase; 11 июля 1916, Ньюпорт, Вашингтон — 11 января 2000, Сан-Сити-Уэст, Аризона) — американский гребной рулевой, выступавший за сборную США по академической гребле в конце 1940-х годов. Чемпион летних Олимпийских игр в Лондоне, победитель и призёр многих студенческих регат.

## Биография
Ральф Перчес родился 11 июля 1916 года в городе Ньюпорт, штат Вашингтон.
Занимался академической греблей во время учёбы в Калифорнийском университете в Беркли, состоял в местной гребной команде «Калифорния Голден Бирс», в качестве рулевого неоднократно принимал участие в различных студенческих регатах.
Наивысшего успеха в гребле на международном уровне добился в сезоне 1948 года, когда вошёл в основной состав американской национальной сборной и благодаря череде удачных выступлений удостоился права защищать честь страны на летних Олимпийских играх в Лондоне. В составе распашного экипажа-восьмёрки в финале обошёл всех своих соперников, в том числе более чем на 10 секунд опередил ближайших преследователей из Великобритании, и тем самым завоевал золотую олимпийскую медаль.
Окончив университет, впоследствии работал в целлюлозно-бумажной промышленности, занимал руководящие посты в компании Zellerbach Corp.
Умер 11 января 2000 года в поселении Сан-Сити-Уэст, штат Аризона, в возрасте 83 лет.